# Communauté rurale de Djilor
La communauté rurale de Djilor est une communauté rurale du Sénégal située à l'ouest du pays. 
Elle fait partie de l'arrondissement de Djilor, du département de Foundiougne et de la région de Fatick.
Lors du dernier recensement, la CR comptait 27 283 personnes et 3 086 ménages.
En 2011 la CR de Djilor a été scindée pour donner naissance à la communauté rurale de Mbam.